# ロリータ・ストーム
ロリータ・ストーム（Lolita Storm）は、ニュン・ナパーム（Nhung Napalm）、ロミー・ボニーラ・メディーナ（Romy Bonilla Medina）、ジミー・トゥー・バッド（Jimmy Too Bad）及びスペックス（Spex）により結成された英国のデジタル・ハードコア・バンド。
1999年、彼女らはデビュー・シングルとして「Goodbye America / Get Back I'm Evil」をラビッド・バジャー・レーベルからリリースした。
NMEはこれを“Single of the Week”とした。
2000年、デジタル・ハードコア・レコーディングスから、今に至るまで最も知られている彼女らの作品、『Girls Fucking Shit Up』をリリースした。
このアルバムからは「Red Hot Riding Hood」及び「Hot Lips Wet Pants」の2つのシングルがDHRによりリリースされた。
アルバムに続けて、EP「Sick Slits」をリリースした。
ロリータ・ストームのラスト・シングル、「Studio 666 Smack Addict Commandos / I Am Your Enemy」は555 Recordingsからリリースされた。
音楽的な面に於いてロリータ・ストームはデジタル・ハードコア ・バンドと形容出来、セックス、ボンデージ、ドラッグ、そして政治的なものよりも滑稽なフェミニズムについてのパンクな歌詞を非常にアグレッシヴなデジタル・ハードコアのバックトラックに乗せて単調に歌っている。
ロリータ・ストームは不名誉な程短いライヴ・セットを演奏し、通常それは10分を超える程度である。

## ディスコグラフィ
- 「Goodbye America / Get Back I'm Evil」 (Rabid Badger 1999)
- 『Girls Fucking Shit Up』 (DHR 2000)
- 「Sick Slits EP」 (DHR 2001)
- 「Studio 666 Smack Addict Commandos / I Am Your Enemy」 (555 Recordings 2004)

## 引用文献
1. ↑  Lolita Storm Myspace page, https://myspace.com/lolitastorm